# Ghazi Ghribi
Ghazi Ghribi, né le 30 avril 1988, est un handballeur tunisien.

## Carrière
- depuis 2010 : Club africain (Tunisie)

## Palmarès
- Vainqueur de la coupe de Tunisie : 2011
- Médaille de bronze à la Ligue des champions d'Afrique 2013 (Maroc)